# دگرگونی آفت‌کش
دگرگونی آفت‌کش (به انگلیسی: Pesticide degradation) فرآیندی است که طی آن یک آفت‌کش به یک ماده خوش‌خیم تبدیل می‌شود که از نظر محیطی با محلی که در آن استفاده شده‌است سازگار است. در سطح جهان، برآورد می‌شود که سالانه ۱ تا ۲٫۵ میلیون تن مواد آفت‌کش فعال، عمدتاً در کشاورزی استفاده می‌شود. چهل درصد علف‌کش‌ها و پس از آن حشره‌کش‌ها و قارچ‌کش‌ها هستند. از زمان گسترش اولیه آنها در دهه ۱۹۴۰، آفت‌کش‌های شیمیایی متعدد با کاربردها و شیوه‌های عمل متفاوت مورد استفاده قرار گرفته‌اند. آفت‌کش‌ها در مناطق گسترده‌ای در کشاورزی و محیط‌های شهری استفاده می‌شوند؛ بنابراین، استفاده از آفت‌کش‌ها منبع مهمی از ورودی‌های محیطی شیمیایی پراکنده هستند.